# کلروبوتانول
کلروبوتانول (به انگلیسی: Chlorobutanol) با فرمول شیمیایی C۴H۷Cl۳O یک ترکیب شیمیایی است. که جرم مولی آن ۱۷۵٫۵ g/mol می‌باشد. شکل ظاهری این ترکیب، جامد سفید است.